# Hibiscus

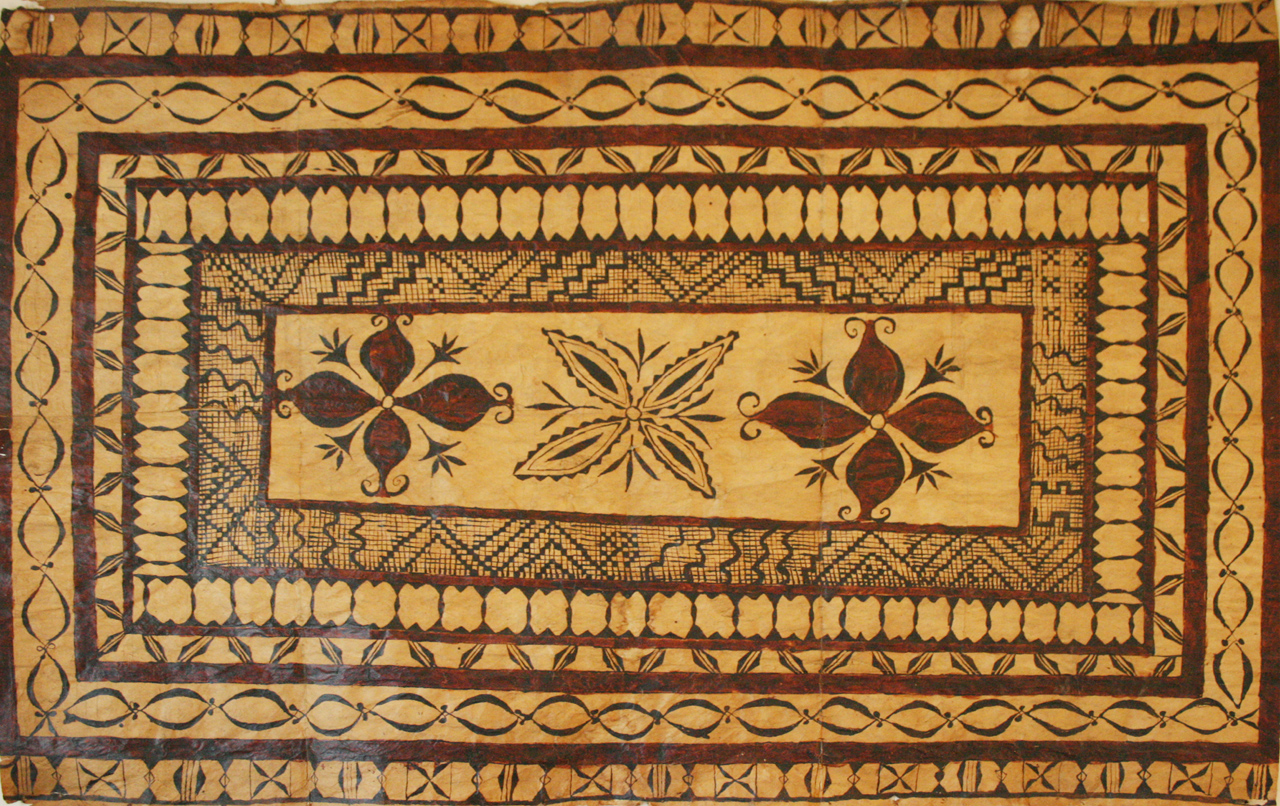
Tapa de la Polinèsia.

Hibiscus o Hibisc, és un gènere de plantes amb flors de la família de les malvàcies (Malvaceae).

## Característiques
És originari de les regions càlides, temperades, subtropicals i tropicals del món.
En aquest gènere hi ha tant plantes anuals com perennes, i tant arbusts com arbres.
Les fulles són de disposició alternada, simples, ovades, lanceolades sovint serrades en el marge.
Les flors són grosses, vistoses, en forma de trompeta de colors variats.
El fruit és una càpsula que conté diverses llavors.
Te un pistil llarg amb diversos estams als costats.

## Usos
Moltes espècies són ornamentals, d'altres a les illes del Pacífic s'obtenia la tapa, una fibra vegetal. També se'n fa una infusió popular a Jamaica i altres llocs.
El Kenaf (Hibiscus cannabinus), s'utilitza per fer paper.

## Taxonomia
- Hibiscus acetosella
- Hibiscus arnottianus - (Hawaii)
- Hibiscus brackenridgei - (Hawaii)
- Hibiscus californica - California
- Hibiscus calyphyllus
- Hibiscus cameronii
- Hibiscus cannabinus - Kenaf
- Hibiscus cisplatinus
- Hibiscus clayi - (Hawaii)
- Hibiscus coccineus
- Hibiscus dasycalyx -
- Hibiscus denudatus -
- Hibiscus diversifolius
- Hibiscus elatus
- Hibiscus fragilis -
- Hibiscus furcellatus - (Hawaii)
- Hibiscus fuscus
- Hibiscus grandiflorus
- Hibiscus coccineus
- Hibiscus hamabo
- Hibiscus hastatus
- Hibiscus heterophyllus -
- Hibiscus indicus
- Hibiscus insularis -
- Hibiscus laevis -
- Hibiscus lasiocarpos
- Hibiscus lavaterioides
- Hibiscus ludwigii
- Hibiscus macrophyllus
- Hibiscus militaris -
- Hibiscus moscheutos -
- Hibiscus mutabilis -
- Hibiscus paramutabilis
- Hibiscus pedunculatus
- Hibiscus platanifolius
- Hibiscus radiatus
- Hibiscus rosa-sinensis - (Xina)
- Hibiscus sabdariffa -
- Hibiscus schizopetalus
- Hibiscus scottii
- Hibiscus sinosyriacus
- Hibiscus syriacus -
- Hibiscus tiliaceus - (Hawaii)
- Hibiscus trionum -
- Hibiscus waimeae - (Hawaii)